# Regionalliga Süd
De Regionalliga Süd was een Duitse semi-profcompetitie, waaraan voetbalclubs uit de zuidwestelijke helft van Duitsland deelnemen. Deze competitie is in 2012 gesplitst in de Regionalliga Südwest en de Regionalliga Bayern.

## Geschiedenis 1963-1974
De Regionalliga Süd (als niveau 2) was een Duitse voetbalcompetitie die van 1963 tot en met 1974 heeft bestaan.
De Regionalliga was destijds de op een na hoogste divisie in het Duitse voetbal, tezamen met nog 4 andere divisies op dat niveau. Clubs uit de deelstaten Beieren, Baden-Württemberg en Hessen waren ingedeeld in deze klasse. De kampioen en runner-up namen destijds deel aan promotie-wedstrijden voor de 1. Bundesliga.

## Geschiedenis 1994-2012
De Regionalliga Süd is onder de oude naam opnieuw opgericht in 1994 en heeft bestaan tot 2012. Tot de introductie van de 3. Liga in 2008 was het het 3e niveau in de Duitse voetbalpyramide. Van 2008 tot 2012 werden de Regionalliga's het 4e niveau. Het was de hoogste regionale competitie voor het zuidelijk gedeelte van Duitsland. Het omvatte de deelstaten Beieren, Hessen, en Baden-Württemberg en het was een van de 3 competities op dit niveau samen met de  Regionalliga Nord en de  Regionalliga West. De Regionalliga Süd werd ontbonden aan het einde van het seizoen 2011/2012. De clubs uit Beieren stapten over naar de nieuw gevormde Regionalliga Bayern, terwijl de overige clubs uit het zuidwesten naar de Regionalliga Südwest gingen. De Regionalliga Südwest wordt als sterkste van de 5 Regionalliga's aangemerkt, iets dat onderstreept wordt door het feit dat dit de enige Regionalliga is waar zowel de kampioen als de runner-up mag deelnemen aan de promotie-wedstrijden voor de 3. Liga. De overige 4 Regionalliga's mogen alleen de kampioen afvaardigen. In die strijd ontlopen de kampioen en runner-up van de Regionalliga Südwest elkaar, zodat ze indien ze de play-offs winnen beiden kunnen promoveren naar het derde niveau.

## Regionalliga Süd - Kampioenen en runners-up vanaf 1994
| Seizoen | Kampioen             | Runner-Up               |
| ------- | -------------------- | ----------------------- |
| 1994–95 | SpVgg Unterhaching   | Stuttgarter Kickers     |
| 1995–96 | Stuttgarter Kickers  | VfR Mannheim            |
| 1996–97 | 1. FC Nürnberg       | SpVgg Greuther Fürth    |
| 1997–98 | SSV Ulm 1846         | Kickers Offenbach       |
| 1998–99 | SV Waldhof Mannheim  | Kickers Offenbach       |
| 1999–00 | SSV Reutlingen       | SC Pfullendorf          |
| 2000–01 | Karlsruher SC        | VfB Stuttgart II        |
| 2001–02 | Wacker Burghausen    | Eintracht Trier         |
| 2002–03 | SpVgg Unterhaching   | SSV Jahn Regensburg     |
| 2003–04 | FC Bayern München II | Rot-Weiß Erfurt         |
| 2004–05 | Kickers Offenbach    | Sportfreunde Siegen     |
| 2005–06 | FC Augsburg          | TuS Koblenz             |
| 2006–07 | SV Wehen             | TSG 1899 Hoffenheim     |
| 2007–08 | FSV Frankfurt        | FC Ingolstadt 04        |
| 2008–09 | 1. FC Heidenheim     | KSV Hessen Kassel       |
| 2009–10 | VfR Aalen            | 1. FC Nürnberg II       |
| 2010–11 | SV Darmstadt 98      | Stuttgarter Kickers     |
| 2011–12 | Stuttgarter Kickers  | SG Sonnenhof Großaspach |

## Zie verder
- Regionalliga Nord
- Regionalliga Nordost
- Regionalliga West
- Regionalliga Bayern
- Regionalliga Südwest

Betaald voetbal: Bundesliga · 2. Bundesliga · 3. Liga · Regionalliga Nord · Regionalliga Nordost · Regionalliga West ·  Regionalliga Südwest · Regionalliga Bayern

Bekervoetbal: DFB-Pokal · Ligapokal · DFB-Supercup · DFB Hallen Pokal

Amateurvoetbal · Duitse voetbalbond · Nationaal elftal · Bondscoaches